# Formigas
Les Formigas (en portugais : Ilhéus das Formigas), est un groupe d'îlots rocheux appartenant à l'archipel des Açores, une région autonome du Portugal. Les îlots sont situés à 43 kilomètres au nord-est de l' île de Santa Maria et au sud-est de l' île de São Miguel, couvrant une surface d'environ 9.000 mètres carrés. Dans la même région se trouve le Récif Dollabarat submergé. Sur l'un des îlots se trouve le phare des Formigas.

## Histoire

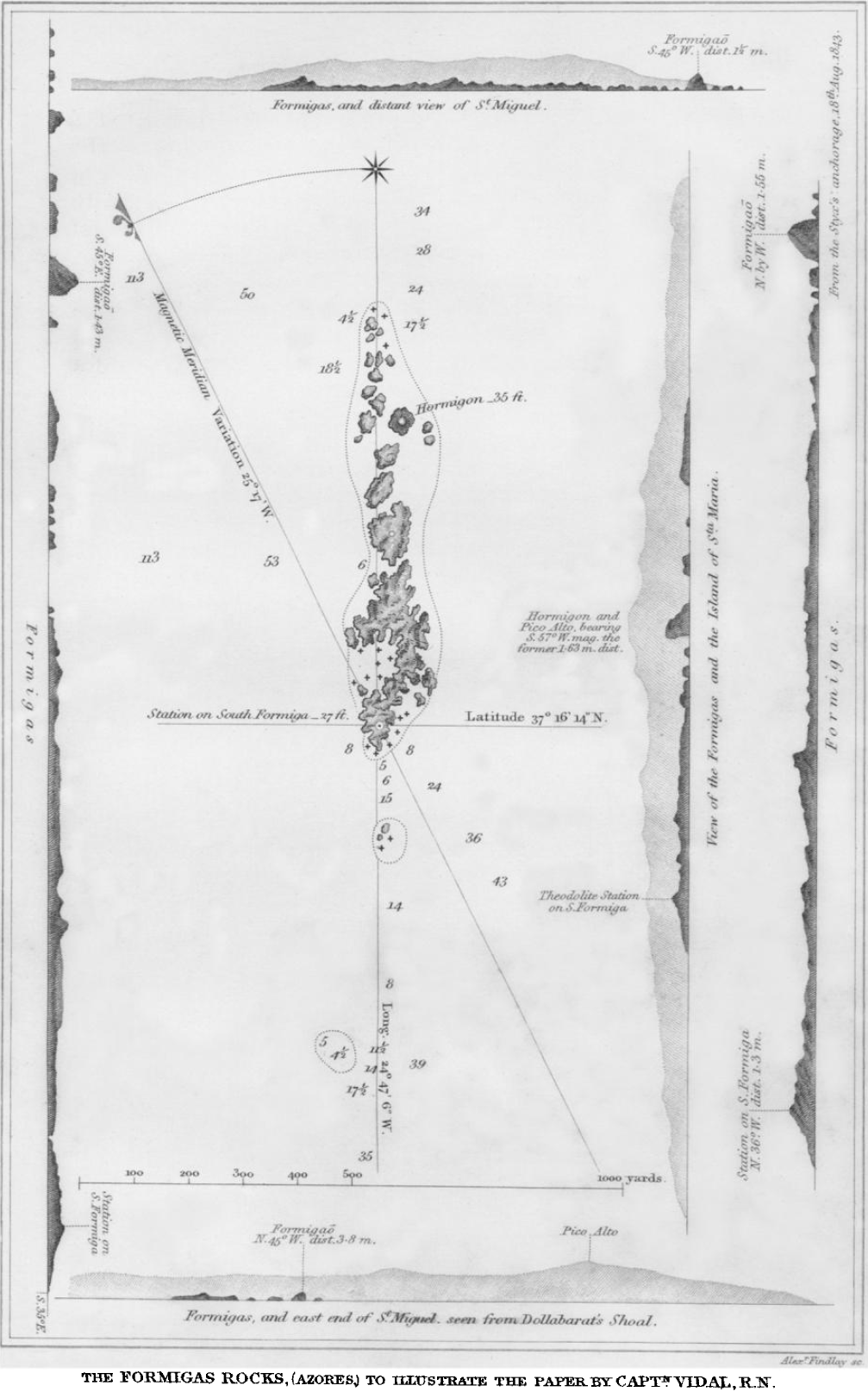
Carte de 1849

Les Formigas ont été découverts par Diogo de Silves et Gonçalo Velho Cabral en 1431, lors de leur voyage à Madère. Ces îlots ont été négligés en raison de la découverte des grandes îles de Santa Maria et São Miguel au cours des années qui suivirent. 
Le premier navire scientifique est arrivé en 1886 ; c'était le navire italien Corsaro qui a visité les îlots de Formigas pour en faire l'étude. Une autre expédition s'est également arrêtée en 1895, ainsi que plusieurs autres pour enquêter sur la vie marine.
Le 2 mars 1895, lors de l'assemblée générale du district autonome de Ponta Delgada, la construction de phares a été lancée pour les îles de São Miguel et Santa Maria. Un phare a été construit sur les Formigas la même année. En 1948, un petit quai découvert a été construit. Le phare a encore été modernisé en 1962 avec une alimentation par panneaux photovoltaïques. Le phare marque la présence des affleurements dangereux des Formigas, et a une portée de 22 kilomètres.
Depuis le 4 avril 1988, les Formigas ont le statut de réserve naturelle et sont protégées par un décret de l'Assemblée régionale des Açores (Décret législatif régional Nº11/88/A), mais il est également considéré comme un site européen d'importance communautaire (Réseau Natura 2000). Les habitats inclus dans le décret azorien comprennent la superficie des îlots émergés à des profondeurs de plus de 1.700 mètres, mais cela n'a pas empêché l'incidence de la pêche commerciale. Par conséquent, la zone est régulièrement patrouillée par un navire portugais basé à Ponta Delgada.

## Géographie

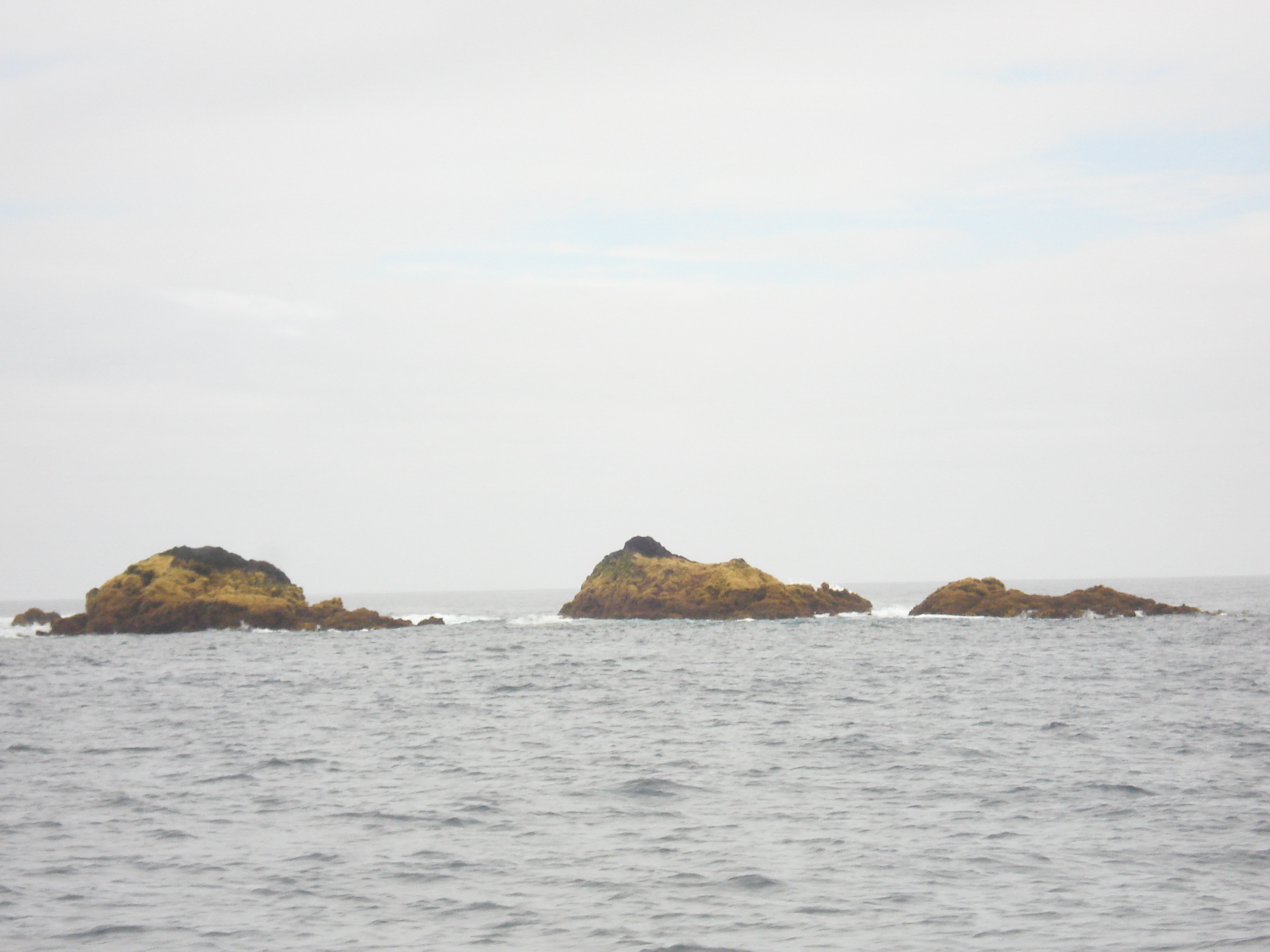
Quelques îlots

Ces  divers affleurements sont composés de flux de basalte de 4 millions d'années, bien qu'il y ait eu des découvertes de sédiments fossilifères calcaires de 4 à 6 millions d'années. L'ensemble s'étend sur environ 13 kilomètres du nord-ouest au sud-est. De plus, en raison de forts courants et de fréquentes tempêtes, les affleurements de rochers manquent de flore ou de faune terrestre. Le long de leur périmètre, les fonds marins descendent abruptement jusqu'à une profondeur de 50 à 70 mètres de chaque côté et plus doucement aux extrémités nord et sud. La zone appelée récif Dollabarat, est une zone de  moins profonde et située à 5 kilomètres le long du sud-ouest des îlots de Formigas.
Le nom Formigas veut dire fourmis en portugais, car ces caractéristiques géologiques sont des petits rochers dispersés dans l'océan , comme des fourmis désorganisées. Le plus grand îlot, Formigão (ou littéralement "énorme fourmi") atteint 11 mètres de haut. Généralement, les îlots sont visibles jusqu'à 19 kilomètres par temps clair, mais pendant les intempéries, un navire peut échouer sans même voir le phare.

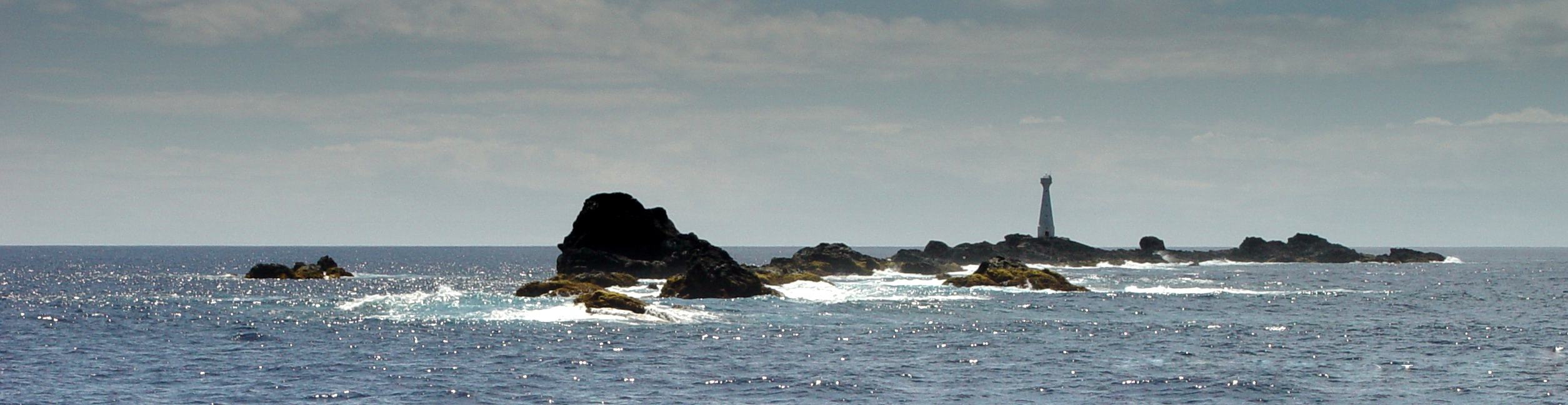
Les Formigas

Les Formigas sont essentiellement formés par un volcan sous-marin, habités par des espèces marines profondes, des coraux et des éponges. Dans l'ancien cratère, il existe une riche communauté d'espèces communes aux Açores. Parmi les espèces typiques de la région on trouve les Labridae (Coris julis , Thalassoma pavo), la demoiselle, l'Abudefduf saxatilis (jaune et noir), le mérou , le poisson-perroquet méditerranéen et l'emblématique Epinephelus itajara , Serranidae. 
La base et la surface du volcan sont couvertes de divers types de coraux noirs et de coraux mous, d'éponges et d'autres invertébrés, et de diverses algues, formant une mosaïque de micro-habitats. La grande différence géologique entre les îlots et Dollabarat est accentuée entre les deux zones: il existe deux types considérés comme uniques à l'archipel des Açores et soutenus par une biomasse élevée d'algues brunes : les champs de varech, situés entre 45 mètres et 60 mètres de profondeur au-dessous du cratère, et l' algue brune le long des flancs du récif de Dollabarat.